# 世界五大一覧
世界五大の一覧（せかいごだいのいちらん）は、特定分野で世界(の少なくとも大部分)を代表する5種の事物の一覧である。

## 文化
- 五大美術館
  - メトロポリタン美術館、ルーブル美術館、エルミタージュ美術館、大英博物館、プラド美術館[1]
- 五大博物館
  - メトロポリタン美術館、ルーヴル美術館、大英博物館、エルミタージュ美術館、故宮博物院(北京)[2]
- 五大宗教
  - キリスト教、イスラム教、仏教、ヒンドゥー教、ユダヤ教[3]。
- 五大将棋
  - チェス、シャンチー、日本将棋、シャトランジ、シャタル - 田中寅彦の説[4]
  - チェス、シャンチー、日本将棋、チャンギ、マックルック - 競技人口の1 -5位。岡野伸の説[5]
- 五大宝石
  - ダイヤモンド、ルビー、エメラルド、サファイヤ、真珠。真珠のかわりにオパール、ひすい、アレキサンドライト、水晶のいずれかを入れることあり [6]。また、財団法人常盤山文庫理事長の菅原通済は、持論として｢天然真珠、ルビー、ダイヤモンド、エメラルド、サファイヤ｣を五大宝石としているが、それとも一致する[7]。
- 世界の五大ジュエラー
  - ハリー・ウィンストン（米）、ティファニー（米）、カルティエ（仏）、ヴァンクリーフ＆アーペル（仏）、ブルガリ（伊）[8]
- 世界5大コレクション(ファッション)
  - パリコレクション、ミラノコレクション、NYコレクション、ロンドンコレクション。以上の4大コレクションに東京コレクションを加えたもの[9]

## 地理
- 五大陸
  - ユーラシア大陸、アフリカ大陸、アメリカ大陸、オーストラリア大陸、南極大陸。アメリカ大陸を北アメリカ大陸と南アメリカ大陸に分け、六大陸とすることがある。さらにユーラシア大陸をアジア大陸とヨーロッパ大陸に分け、七大陸とすることがある[10]。
- 五大州
  - アジア州、ヨーロッパ州、アフリカ州、アメリカ州、オセアニア州[11]。アメリカ州を北アメリカ州と南アメリカ州に分け、六大州とすることもある[12]。
- 世界五大都市（詳細は関連項目参照）
  - (世界都市) ロンドン、ニューヨーク、東京、パリ、シンガポール
  - (巨大都市）東京、ジャカルタ、デリー、ソウル、マニラ
- 世界六大猫スポット
  - アーネスト・ヘミングウェイ博物館(フロリダ州キーウェスト)、トッレ・アルジェンティーナ広場(ローマ)、カルカン(トルコ・アンタルヤ県)、侯硐(台湾新北市瑞芳区)、田代島(宮城県石巻市)、相島(福岡県糟屋郡新宮町)[13]。ネタ元のCNNは、｢猫が観光資源に勝る五つの場所｣としている(田代島と相島はまとめて｢日本の猫の島｣となっている)。6大ではなく5大とするのが妥当[14]。

## 社会
- 五大国　※詳細はそれぞれの項目参照
  - （ウィーン体制下）-  ロシア帝国、プロイセン王国、オーストリア帝国、大英帝国、フランス植民地帝国
  - （第一次世界大戦戦勝国） - アメリカ合衆国、大英帝国、フランス植民地帝国、大日本帝国、イタリア王国
  - （国際連合安全保障理事会常任理事国） - アメリカ合衆国、イギリス、フランス、ロシア連邦、中華人民共和国[15]
- G5(Group of Five), 先進国首脳会議(サミット)参加国
  - アメリカ、イギリス、ドイツ、フランス、日本。この5カ国にイタリア、カナダを加えてG7、さらにロシアを加えてG8とする。
- 主要通貨 - IMFの特別引出権（SDR）で採用されている通貨
  - 米ドル、ユーロ、人民元、日本円、英ポンド[16]
  - 米ドル、英ポンド、仏フラン、独マルク、日本円
    - ユーロ導入前の五大通貨
- 五大金融センター（国際金融センター発展指数）
  - ニューヨーク、ロンドン、東京、シンガポール、香港[17]

## 工学・技術
- ビッグ・テック - IT業界において最大かつ最も支配的な企業。アメリカでは「Big Tech」、「Tech Giants」、日本では「GAFAM」の名称で知られている。
  - Amazon、Apple、Alphabet（Google）、Facebook、Microsoft

- 五大(五強)ブラウザ - おおむね2006年から2014年の、いわゆる第二次ブラウザ戦争の際使用された用語
  - Internet Explorer（IE）、Mozilla Firefox、Google Chrome、Safari、Opera。Safari and/or Operaを除いて三大あるいは四大とする場合もある[18]。
- 世界5大モーターショー
  - 北米国際オートショー、ジュネーブモーターショー、パリモーターショー、フランクフルトモーターショー、東京モーターショー[19][20]。ただし、自動車評論家の国沢光宏によると、かつて世界3大モーターショーに含まれていた東京モーターショーは凋落著しく、今では5大モーターショーから転落している[21]。

## 生活
- 世界五大健康食品
  - 韓国のキムチ、日本の大豆、スペインのオリーブ油、ギリシャのヨーグルト、インドのレンズ豆。2006年3月、米国の健康専門誌Health(www.health.com)は、健康に優れた効果があるとして世界五大健康食品に定めた[22]
- 五大ウイスキー
  - スコッチ・ウイスキー、アイリッシュ・ウイスキー、カナディアン・ウイスキー、アメリカン・ウイスキー、ジャパニーズ・ウイスキー[23]
- 五大ビールメーカー - 1978年の書籍による
  - 1.アンヒューザー・ブッシュ、2.シュリッツ、3.キリン、4.ハイネケン、5.ミラー[24]

## スポーツ
- 女子ゴルフ五大トーナメント
  - 全英女子オープン、全米女子オープン、ANAインスピレーション、エビアン選手権、全米女子プロゴルフ選手権
- シニアゴルフ五大トーナメント
  - 全英シニアオープン、全米シニアオープン、ザ・トラディション、シニア・プレーヤーズ選手権、全米プロシニアゴルフ選手権
- 自転車ロードレースの五大クラシック（モニュメント）
  - ミラノ〜サンレモ、ロンド・ファン・フラーンデレン、パリ〜ルーベ、リエージュ〜バストーニュ〜リエージュ、ジロ・ディ・ロンバルディア
- 世界五大マラソン(ファイブ・メジャーズ)　※ワールドマラソンメジャーズの項目も参照
  - ボストンマラソン、ロンドンマラソン、ベルリンマラソン、シカゴマラソン、ニューヨークシティマラソン。これに東京マラソンを加えて世界6大マラソンとする[25]。